# Die Gilde 2
Die Gilde 2 ist ein Computerspiel aus dem Genre der Wirtschaftssimulationen und Nachfolger des Spiels Die Gilde und damit von Die Fugger II. Es wurde vom deutschen Unternehmen 4HEAD Studios für Windows entwickelt und vom österreichischen Publisher Jowood im September 2006 veröffentlicht.

## Spielprinzip
Die Gilde ist eine Wirtschaftssimulation in einer in Echtzeit berechneten 3D-Welt. Sie ist im Deutschland des 15. und 16. Jahrhunderts angesiedelt. In einer der Städte Augsburg, Berlin, Dresden, Hannover oder Köln soll der Spieler eine mächtige Dynastie gründen und politischen Einfluss gewinnen. Über mehrere Generationen hinweg bestimmt er als eigentliches Familienoberhaupt die Geschicke seiner Familie und muss sich dabei gegen konkurrierende Dynastien behaupten. Ziel ist es, am Ende des Spiels als der mächtigste Bürger der Stadt zu gelten. Das Spiel selbst läuft in Runden ab, der Spieler steht jedoch unter einem gewissen Zeitdruck, da für jede Runde eine Zeitbegrenzung besteht. Für jede Familiengeneration kann der Spieler einen Beruf bestimmen. Zur Auswahl stehen verschiedene handwerkliche Professionen (z. B. Schmied, Tischler), kaufmännische Tätigkeiten (Händler, Geldleiher), aber auch die Berufe des Diebs, Räubers, Gardisten und Predigers.
Aufgrund des Spielziels gliedert sich das Spiel in mehrere Teile: Zum einen muss der Spieler tägliche Arbeitsabläufe koordinieren, z. B. die Verwaltung der eigenen Gewerbebetriebe. Zum anderen muss der Spieler aber auch Familienangelegenheiten regeln. Dazu gehören z. B. die Brautwerbung im Sinne einer geschickten Heiratspolitik und die Förderung der Entwicklung der Kinder. Aber auch die politischen Aktivitäten sind wichtig. Ämter auf Stadt- und Landesebene können erreicht werden, nicht zuletzt durch Ämterkauf und Korruption. Im Kampf um die Vorherrschaft können sowohl der Spieler als auch die Konkurrenzfamilien zu Anklagen, Drohbriefen, Pamphleten, Sabotage und weiteren Mitteln greifen.
Die Gilde 2 zeichnet sich im Vergleich zum Vorgänger vor allem durch die gestiegene Bedeutung des Privatlebens der einzelnen Figuren aus, die zu zahlreichen Interaktionen fähig sind. Hierbei wird mehr auf die Figuren und ihre Taten eingegangen, wodurch das Spiel auch den Charakter einer Lebenssimulation erhält.
Das Motto, welches das Spiel bewirbt, lautet „Handle und ziehe die Konsequenzen“. Darüber hinaus umfasst das Spiel eine größere Auswahl an Berufen, eine größere Spielwelt, detailreichere Grafik und eine verbesserte Künstliche Intelligenz.

## Entwicklung
Die Verkaufsversion war mit vielen Fehlern (insbesondere Spielabstürzen und defekten Spielständen) belastet, die mit dem damaligen Patch 1.2 für das Hauptspiel noch nicht vollständig behoben wurden. Im August 2008 erschien der finale Patch 1.4 für das Hauptspiel, welcher neben neuen Features wie Gildenhäusern, knapp zwei Jahre nach der Veröffentlichung, einige, jedoch nicht alle gravierenden Bugs behob. Der finale Patch 2.2 für Die Gilde 2: Seeräuber der Hanse, Die Gilde 2: Gold Edition, die Die-Gilde-2-Version aus Die Gilde - Universe Edition und Die Gilde 2: Königsedition erschien am 7. Mai 2010.

## Rezeption
Das Spiel erhielt gemischte Wertungen (Metacritic: 61 von 100/GameRankings: 61,78 %).

## Erweiterungen & Versionen

### Seeräuber der Hanse
Mit Die Gilde 2: Seeräuber der Hanse (Versionsnummer 2.0) wurde das Spiel um die Gebäudetypen Hospital und Fischerei erweitert. Außerdem fanden neue Aktionen Einzug ins Spiel.

### Bündelangebote
Am 31. August 2007 erschien Die Gilde 2 Gold, welches das Hauptspiel und das Add-on Seeräuber der Hanse einschließt. Alle bisher erschienenen Titel der Serie, also Die Gilde und Die Gilde 2 mit den jeweiligen Add-ons, wurden unter dem Namen Die Gilde Universe im Juli 2008 in den Handel gebracht. Am 25. Juli 2008 erschien weiterhin Die Gilde 2: Die Königsedition, die neben dem Hauptspiel Die Gilde 2 und dem Add-on Seeräuber der Hanse zusätzlich neues Kartenmaterial und den Patch 2.1 enthält.

### Venedig
Eine Stand-Alone-Erweiterung zu Die Gilde 2 namens Die Gilde 2: Venedig kam am 10. Oktober 2008 in die Läden. Darin enthalten ist die Stadt Venedig, ein komplett neuer Gebäudestil und einige kleinere Neuerungen. Fans reagierten auf dieses Add-on mit harscher Kritik, da ihnen, neben neuen Fehlern, unter anderem die neuen Gebäude und Texturen nicht zusagten. Außerdem war das Fehlen eines (in Die Gilde 2 vorhandenen) Multiplayermodus in Venedig ein weiterer Kritikpunkt.

### Renaissance
Ein Team der deutschen Die-Gilde-Community machte es sich zur Aufgabe, Die Gilde 2 näher an Die Gilde heranzubringen. Das Ergebnis war das Fan-Add-on Die Gilde 2: Back to the Roots (engl.: Zurück zu den Wurzeln). Es erweiterte das Spiel unter anderem um zwei neue Berufe, dem des Nekromanten und dem des Geldleihers, sowie um 43 neue Produkte und eine Vielzahl Aktionen, die zur Atmosphäre des Spiels beitragen sollten. Mit über 200.000 Downloads und als Beilage auf Heft-DVDs von Printmagazinen stieß das Spiel auf großes Interesse. Daher entstanden Pläne für eine zweite Version der Fanerweiterung (Back to the Roots 2). Es wurde im Dezember 2008 als Die Gilde 2: Handwerk, Prunk & fauler Zauber vorgestellt und verschmolz im Juni 2009 mit einer weiteren Fanerweiterung namens Die Gilde 2: Aufstieg der Patrizier, das gerade bei den kürzlich gegründeten Runeforge Game Studios entwickelt wurde. Der neue Titel der Erweiterung lautete seither Die Gilde 2: Renaissance und sollte ursprünglich im Herbst/Winter 2009 erscheinen, wurde jedoch mehrfach verschoben.
Am 10. Mai 2010 verkündete JoWooD per Pressemitteilung, dass das Unternehmen Die Gilde 2: Renaissance als offizielles, ohne das Hauptprogramm lauffähiges Add-on veröffentlichen wolle. Das Runeforge-Team erhielt dadurch Zugriff auf den Quellcode des Hauptprogramms und bereits vorhandene Entwicklerwerkzeuge. Renaissance kam schließlich am 27. Juli 2010 auf den Markt. Allerdings erwies sich Die Gilde 2: Renaissance als mit recht vielen Fehlern (Bugs) behaftet. Gleichzeitig mit der Veröffentlichung erschien Patch 4.1, der einige Fehler korrigierte. Seitdem arbeitete das Team ehrenamtlich an weiteren Patches.
Vier Jahre nach der Veröffentlichung und nach zeitweiliger Einstellung der Unterstützung seitens des Herstellers riefen die verbliebenen Mitglieder des mittlerweile nicht mehr existierenden Runeforge-Teams die Spieler zur Mitarbeit an einem finalen Patch 4.2 auf. Die Arbeiten daran wurden am 22. Dezember 2014 beendet. Der Patch behebt nicht nur zahlreiche Fehler, sondern fügt auch neue Inhalte hinzu. Zudem hat nunmehr die deutsche Band Versengold Auftritte in den Tavernen des Spiels.
Die aktuelle Patchversion ist 4.21 (vom 20. Juli 2015), sowie der dazugehörige Hotfix 4.211, außerdem existiert eine aktuelle Modifikation, sowie eine immer noch aktive Modding-Community.

### Browsergame
Seit dem 10. Oktober 2014 existiert ein kostenfreies Browsergame, welches viele Funktionen des Hauptspiels auch kostenlos im Browser anbietet. 
In dem Browserspiel ist es mitunter möglich, einen eigenen Betrieb zu gründen, zu wirtschaften, eine Familie zu gründen, sowie einer Gilde beizutreten oder eine Reihe an täglichen Quests zu absolvieren.   

## Fortsetzung
Mit Die Gilde 3 wurde eine Fortsetzung der Spieleserie angekündigt, welche 2017 im Early-Access erschienen ist. Fünf Jahre später, am 14. Juni 2022, wurde Die Gilde 3 dann endgültig veröffentlicht.